# Offside
Offside er en regel i fodbold, der siger, at hvis en spiller står i offside-position, må spilleren ikke medvirke aktivt i spillet ved enten at indvirke (kontakt med bolden), genere en modspiller eller opnå en fordel af sin position.
En spiller står i offside-position, hvis spilleren er nærmere modstandernes mållinje end både bolden og den næstbagerste modspiller (typisk den bagerste markspiller, da målvogteren tæller med som modspiller). Man kan kun være i offside-position, hvis man befinder sig på modstandernes banehalvdel i spiløjeblikket med hoved, krop eller fødder. Desuden kan der ikke dømmes offside, hvis bolden modtages direkte fra målspark, indkast eller hjørnespark. Offside-reglen er reguleret i fodboldlovens §11.

## Anvendelse af offside-reglen
Offside-reglen deles op i tre elementer: offside-position, strafbar offside og straffebestemmelser.

### Offside-position
En spiller befinder sig i en offside-position, hvis 
- en del af spillerens hoved, krop eller fødder er på modspillernes banehalvdel (midterlinjen tæller ikke med, da det medregnes som spillerens egen halvdel), og
- en del af spillerens hoved, krop eller fødder er nærmere modspillernes mållinje end både bolden og næstsidste modspiller[1]

Det er her vigtigt at nævne, at hænder og arme er uden betydning.

### Strafbar offside
Der dømmes kun offside, hvis spilleren er i en offside-position i det øjeblik, hvor bolden spilles eller røres af en medspiller, hvis han efter dommerens skøn deltager aktivt i spillet ved at
- indvirke på spillet ved at spille eller røre en bold, som er spillet eller rørt af en medspiller, eller
- genere en modstander ved at 
  - forhindre en modspiller i at spille eller kunne spille bolden ved klart at spærre for hans udsyn
  - angribe en modspiller for at erobre bolden
  - klart forsøge at spille en bold, som er tæt på ham, og denne handling påvirker en modspiller
  - foretage en åbenlys handling, som klart påvirker en modspillers mulighed for at spille bolden, eller
- opnå en fordel ved at røre bolden eller genere en modspiller, når bolden
  - tilfældigt springer tilbage fra en målstang, overligger, modspiller eller et medlem af dommerteamet.
  - kommer fra en modspiller som følge af en forsætlig redning.[4]

### Straffebestemmelser
En strafbar offside straffes med et indirekte frispark til modstanderne fra det sted, hvor forseelsen er begået, også hvis denne forseelse er begået på egen banehalvdel.

## Offside i andre sportsgrene
Variationer af offside-reglen findes også i rugby (med samme oprindelse som i fodbold) samt i amerikansk fodbold, hockey og ishockey.